# Gerichtsherrschaft
Die Gerichtsherrschaft ist ein historischer Begriff für das Recht eines Grundherrn, Gericht zu halten. Diejenige Person, die dieses Recht besaß, wurde Gerichtsherr oder Gerichtsfrau genannt. Mit der Grundherrschaft war ursprünglich die Befugnis zur Rechtsprechung bei kleineren Delikten und bei Klagen um Gut und Geld verbunden.

## Grundherrschaft
Über die von ihm Abhängigen übte der Leibherr eine Disziplinargewalt aus. Er besaß auch die Schutzgewalt (Munt) über die ihm unterstehenden freien Personen (Angehörige, Hörige und freies Gesinde). Die Munt ist einerseits Herrengewalt (einschließlich richterlicher) und andererseits Schutz im Sinne von körperlichem Schutz, vor allem aber von Rechtsschutz.
Bei einem Streit zwischen Angehörigen des Personalverbandes des Grund- und/oder Leibherren konnte ein nichtöffentliches Gericht (ein sogenanntes Hofgericht; früher auch Hofgeding oder Hofgedinge) oder ein öffentliches Gericht eingeschaltet werden. Die nichtöffentliche Gerichtsebene betraf anfangs nur die Niedere Gerichtsbarkeit für die kleinen Fälle. Die öffentlichen Gerichte unterstanden einem Grafen und waren über die Niedergerichtsbarkeit hinaus für die Hoch- oder Blutgerichtsbarkeit, also für die größeren Fälle, zuständig.
Die ursprünglich nichtstaatliche Justiz der Grundherren wurde später in den Rang einer staatlichen Funktion erhoben.

## Zeit des Nationalsozialismus
In der Zeit des Nationalsozialismus galt Adolf Hitler seit den Röhm-Morden am 30. Juni 1934 als „oberster Gerichtsherr des deutschen Volkes“.
Auch in der zum 1. Januar 1934 wiedereingeführten deutschen Militärgerichtsbarkeit spielte der Begriff eine Rolle. Ein wesentliches Kennzeichen ar die Verbindung der Gerichtsgewalt der Kriegsgerichte mit der militärischen Befehlsgewalt. Die Befehlshaber und Kommandeure der jeweiligen militärischen Strukturen, denen die Gerichte zugeordnet waren, blieben in ihrer Funktion als Gerichtsherren Herren des Verfahrens, die den eigentlichen Militärjuristen und Richtern gegenüber weisungsbefugt waren. Die richterliche Unabhängigkeit war somit nicht mehr gegeben. Die Oberbefehlshaber ordneten als Gerichtsherren kriegsgerichtliche Untersuchungen an, ließen sie durchführen, entschieden über Verfahrenseinstellung oder Anklage, erließen Strafverfügungen, beriefen und besetzten die Gerichte, bestimmten die Anklagevertretung und den Verteidiger und mussten Entscheidungen der Kriegsgerichte bestätigen bzw. konnten sie abändern. In dieser Form war die Gerichtsherrschaft eine Ausprägung des nationalsozialistischen Führerprinzips.